# 686 Ґерсвінд
686 Ґерсвінд (686 Gersuind) — астероїд головного поясу, відкритий 15 серпня 1909 року.
Тіссеранів параметр щодо Юпітера — 3,318.